# 裙裤
裙裤，亦称裤裙，裤子的一类，其裤腿宽松而外观似裙，因而得名。裙裤具有裤子的便于行动特点，也具有裙子宽松舒适且透風的特点，是兩者（褲、裙）的结合体。汉服的绔，宽腿叠褶，就是一种裙裤。
亞太地區某些國家的一些中小学女學生穿著夏季制服時，以褲裙來“代替”百褶裙或格子裙。